# 알렉산드르 폴랸스키
알렉산드르 세르게예비치 폴랸스키(러시아어: Александр Сергеевич Полянский, 1903년 6월 22일 ~ ?)는 1945년 해방 당시 서울 주재 소련 영사였다. 오늘날의 우크라이나 크리보로즈스키 지역(Krivorozhsky region) 출신이다.

## 생애
그의 생애는 잘 알려져 있지 않으나, 1945년 해방 당시 서울 주재 소련 영사로서 부영사 아나톨리 샵신(Анатолий Шабшин, 1910 ~ 1967)과 함께 소련 또는 평양 소련군정의 의사를 남한 공산주의자들에게 전달하는 창구 역할을 한 인물이었다. 서울의 소련 영사관은 소련에 대한 우호적인 유인물을 제작하여 배포하기도 하고, 소련 영화를 들여와 상영하면서 소련 체제를 선전하는 첨병 역할도 했다. 소련 영화를 상업적으로 판매하다 물의를 빚기도 했다. 1946년 7월 2일 서울 소련 영사관의 폐쇄로 인하여 폴랸스키도 영사관 직원들과 함께 평양으로 갔다.
그는 1945년 10월 극동회의 정치고문 말리크(Yakov. A. Malik)에게 보낸 보고서에서 “소련군사령부의 지도와 감독하에 북한의 행정 경제생활을 통일적으로 지도할 단일한 중앙집권적인 관리기관을 수립할 필요가 있다”고 건의했다.
1945년 12월 초 한국민주당 당수 송진우는 소련 영사관으로 폴랸스키를 방문하여 북한 지역에서의 소련군과 공산주의자들의 행동과, 북한지역 주민들을 탄압하는데 대해 항의를 하며 소련군 철수를 요구했다. 이에 대해 폴랸스키는 이런 의견을 자기 나라에 잘 전달하겠다고 정중하게 답했다고 한다. 그 직후 송진우는 신탁통치 관련 소식이 전해지면서 일어난 반탁운동의 소용돌이 속에서 12월 30일 새벽 암살 당했다.

## 참고 자료
- Полянский Александр Сергеевич Hrono.ru
- Алексеев М.А., Колпакиди А.И., Кочик В.Я. Энциклопедия военной разведки. 1918-1945 гг. М., 2012, стр. 615.

(Alekseev M.A., Kolpakidi A.I., Kochik V.Ya. Encyclopedia of military intelligence. 1918-1945 M., 2012, p. 615.)
- 주한미군사 2 > 2부. 4장. 점령 첫 해의 미소관계(American-Soviet Relations, The First Year) > 소련영사관(The Soviet Consul) 한국사데이터베이스